# Modellbahnland Erzgebirge

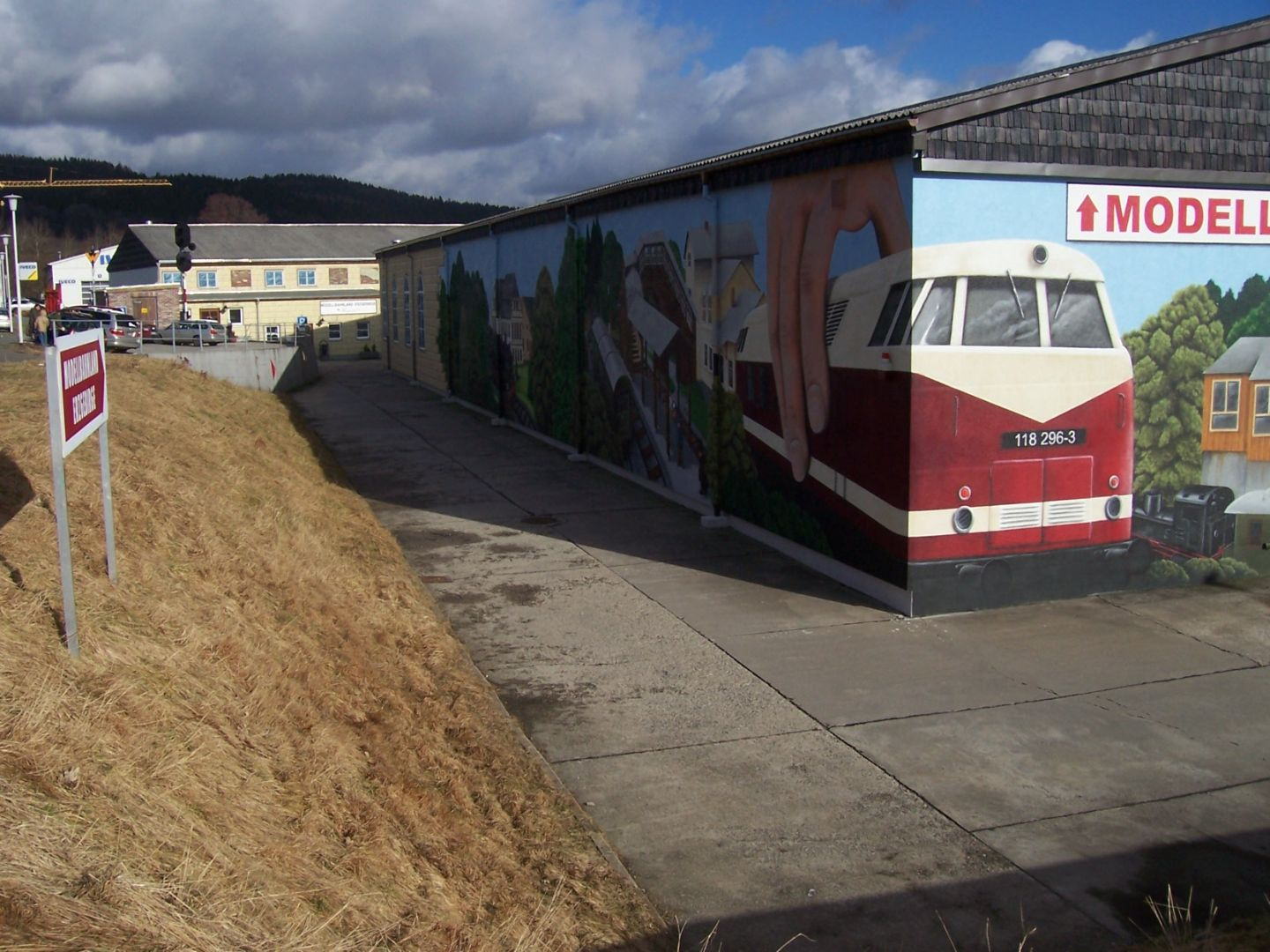
Modellbahnland Erzgebirge

Das Modellbahnland Erzgebirge ist eine 2001 eröffnete Modelleisenbahn-Schauanlage im Ortsteil Schönfeld der Gemeinde Thermalbad Wiesenbad. Ende der 1990er Jahre entstand die Idee einer Modellbahnschauanlage mit der thematischen Fokussierung auf das Erzgebirge. Noch im Rohbaustadium, nur der Unterbau und die Gleise waren bereits fertig verlegt, wurde die Anlage im Dezember 2001 der Öffentlichkeit zugänglich gemacht. Die Besucher konnten somit den Fortschritt in der Landschaftsgestaltung bei mehrmaligen Besuchen beobachten.

## Beschreibung

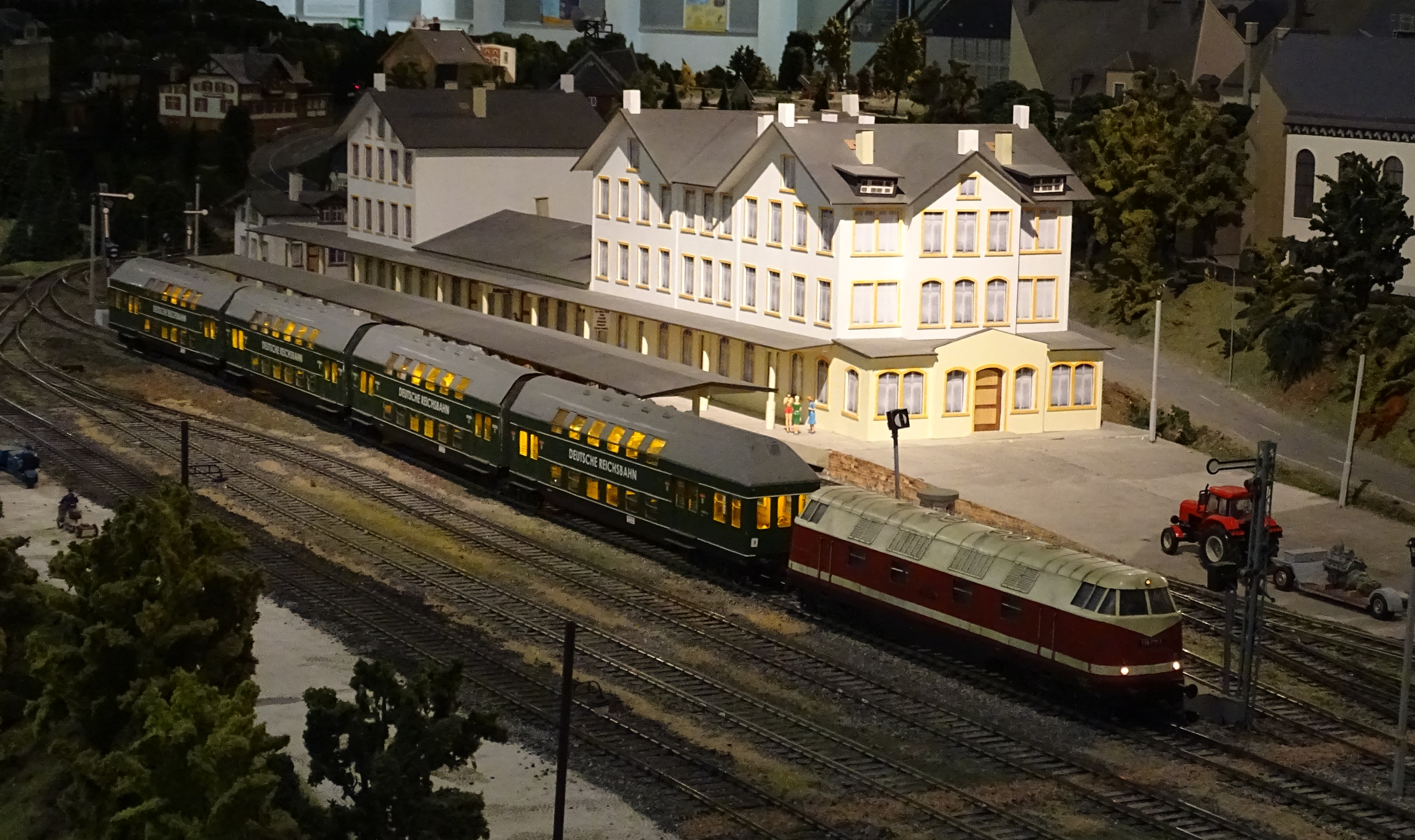
Ausschnitt der Anlage

Gezeigt werden auf rund 760 m² Ausstellungsfläche die Eisenbahnen des ehemaligen Landkreises Annaberg um das Jahr 1980. Damit ist die Schauanlage in der Spur I und Ie die größte Anlage dieser Spurweite in Europa.
Dargestellte Eisenbahnen
- Normalspurbahnen
  - Zschopautalbahn (Abschnitt Wolkenstein–Bärenstein)
  - Bahnstrecke Königswalde–Annaberg-Buchholz ob Bf

- Schmalspurbahnen
  - Schmalspurbahn Cranzahl–Kurort Oberwiesenthal (Fichtelbergbahn)
  - Schmalspurbahn Wolkenstein–Jöhstadt (Preßnitztalbahn)
  - Anschlussbahn Schönfeld-Wiesa–Papierfabrik
  - Anschlussbahn Thermalbad-Wiesenbad-Plattenthal

## Verweise